# Championnats d'Océanie de BMX 2023
Navigation
Édition précédente Édition suivante
Les championnats d'Océanie de BMX 2023 ont lieu le 16 avril 2023 à Rotorua en Nouvelle-Zélande.

## Podiums
| Épreuves               | Or                    | Argent                 | Bronze                   |
| ---------------------- | --------------------- | ---------------------- | ------------------------ |
| Épreuves masculines    |                       |                        |                          |
| Élite hommes           | Bodi Turner (AUS)     | Max Cairns (AUS)       | Aston Wypych-Coles (AUS) |
| Moins de 23 ans hommes | Jesse Asmus (AUS)     | Matthew Tidswell (AUS) | Bennett Greenough (NZL)  |
| Junior hommes          | Noah Elton (AUS)      | Jack Greenough (NZL)   | Joshua Jolly (AUS)       |
| Épreuves féminines     |                       |                        |                          |
| Élite femmes           | Saya Sakakibara (AUS) | Megan Williams (NZL)   | Erin Lockwood (AUS)      |
| Moins de 23 ans femmes | Baylee Luttrell (NZL) | Amber Robson (NZL)     |                          |
| Junior femmes          | Leila Walker (NZL)    | Teya Rufus (AUS)       | Sienna Pal (AUS)         |

## Tableau des médailles
| Rang  | Nation           | Or | Argent | Bronze | Total |
| ----- | ---------------- | -- | ------ | ------ | ----- |
| 1     | Australie        | 4  | 3      | 4      | 13    |
| 2     | Nouvelle-Zélande | 2  | 3      | 1      | 6     |
| Total | Total            | 6  | 6      | 5      | 17    |